# Aderus villiersi
Aderus villiersi is een keversoort uit de familie schijnsnoerhalskevers (Aderidae). De wetenschappelijke naam van de soort werd in 1951 gepubliceerd door Maurice Pic.